# Walter Bargatzky

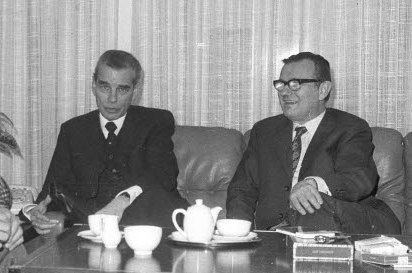
Walter Bargatzky (li.) bei einem Besuch in Kiel; neben ihm der DRK-Präsident von Schleswig-Holstein, Hartwig Schlegelberger (1974)

Walter Bargatzky (* 13. April 1910 in Baden-Baden; † 4. November 1998 in Bonn) war ein Jurist, Staatssekretär und Präsident des Deutschen Roten Kreuzes.

## Leben

### Karrierebeginn
Am 13. April 1910 in Baden-Baden als Sohn des Direktors der Mädchen-Realschule Eugen Bargatzky geboren, absolvierte Walter Bargatzky an den Universitäten Heidelberg und Berlin das Studium der Rechtswissenschaft. Vom 1. November 1933 bis zum 19. August 1937 war er Mitglied der SA. Am 15. Juni 1937 beantragte er die Aufnahme in die NSDAP und wurde rückwirkend zum 1. Mai desselben Jahres aufgenommen (Mitgliedsnummer 4.140.825). Er war Blockleiter in Karlsruhe und erhielt die Beurteilung politisch zuverlässig. Nach dem Zweiten Staatsexamen war er von 1935 bis 1938 als Assessor beim Oberlandesgericht Karlsruhe beschäftigt, von wo er Anfang 1939 für einige Monate an das Reichsministerium der Justiz abgeordnet wurde. Im August 1941 wurde Bargatzky zum Ersten Staatsanwalt ernannt und vom RMJ dem Oberlandesgericht Karlsruhe zugeteilt.

### Mitarbeiter des Militärbefehlshabers in Frankreich
Zu Kriegsbeginn eingezogen, wurde Walter Bargatzky 1940 als Beamter zum deutschen Militärbefehlshaber in Frankreich nach Paris versetzt. Er war dort Angehöriger Abteilung „Justiz“ im Verwaltungsstab und zeitweise Persönlicher Referent von Jonathan Schmid, dem Leiter des Verwaltungsstabes des Militärbefehlshabers. Dort, im berühmten Jugendstil-Hotel Majestic, dem heutigen Hotel The Peninsula Paris, traf Bargatzky auf eine bunt gemischte Truppe von Militärs und höheren Beamten, deren einigendes Band die gemeinsame Sympathie für Frankreich war. Ansonsten lebten sie in einem „merkwürdigen Vakuum zwischen politischen Zwängen und vollkommener Unabhängigkeit“. Lange Zeit kämpfte er mit Rechtsgutachten gegen die völkerrechtswidrige Verbringung von Kunst- und Kulturgütern aus Frankreich nach Deutschland, wenn auch ohne Erfolg. Sein widerständiges Handeln ließ ihn fast zwangsläufig in Kontakt treten mit dem Kreis der sich ab 1943/1944 in Paris bildenden militärischen Opposition. Obwohl nicht Mitglied des engsten Kreises des Widerstands, war er nach einem vorgesehenen Attentat auf Hitler als Ankläger für das abzuhaltende Tribunal über die Spitzen des Pariser Sicherheitsdienstes und der Gestapo vorgesehen. Des Risikos, das er einging, war sich Bargatzky wohl bewusst. Da ihm keine direkten Verbindungen zum militärischen Widerstand nachgewiesen werden konnten, verblieb Bargatzky nach dem Scheitern des Aufstands vom 20. Juli 1944 in Paris, von wo er sich mit den restlichen deutschen Truppen im August 1944 zurückzog. Trotz seiner mutmaßlichen Kontakte zum Widerstand trat Bargatzky seinen Dienst beim Karlsruher Landgericht an und wurde dort schließlich im Oktober 1944 zum Landgerichtsdirektor ernannt.

### Nachkriegszeit
Im Nürnberger Wilhelmstraßen-Prozess war Bargatzky 1948 Entlastungszeuge für den dann wegen Verbrechen gegen die Menschlichkeit verurteilten Staatssekretär Ernst von Weizsäcker.
Der Baden-Badener Militärkommandant Moutenet ernannte Bargatzky im Oktober 1945 zum Polizeidirektor seiner Heimatstadt. Im April 1948 wurde er zum ersten Vorsitzenden Richter (Direktor) des neu errichteten Verwaltungsgerichts Freiburg im Breisgau ernannt. Noch im selben Jahr amtierte er als Generalsekretär des Sekretariats der westdeutschen Landesregierungen in Frankfurt am Main.
Nach Gründung der Bundesrepublik Deutschland setzte Bargatzky seine Karriere im Bundesministerium des Innern zuletzt als Ministerialdirektor und Abteilungsleiter VI ÖS (Öffentliche Sicherheit) fort. Der Aufbau des Bundesgrenzschutzes ist maßgeblich sein Werk. Er wurde unter Bundeskanzler Ludwig Erhard (CDU) 1963 auf Vorschlag von Bundesministerin Elisabeth Schwarzhaupt (CDU) zum beamteten Staatssekretär im Bundesministerium für Gesundheitswesen befördert. 1966 mit Beginn der Großen Koalition wurde Bargatzky wegen fehlender Vertrauensbasis von der neuen Bundesgesundheitsministerin Käte Strobel (SPD) auf eigene Anregung in den einstweiligen Ruhestand versetzt.
Schon seit 1950 war er Vizepräsident des Deutschen Roten Kreuzes (DRK), dessen Präsident er nach seiner Pensionierung 1967 wurde und bis 1982 blieb. Die DDR-Presse titelte „Westdeutscher DRK-Präsident mit brauner Vergangenheit“ (Sächsische Zeitung vom 4. August 1967).
Am 4. November 1998 verstarb Walter Bargatzky in Bonn. Verheiratet war er seit 1944 mit Camilla von Spruner.

## Ehrungen
- 1973: Großes Verdienstkreuz mit Stern der Bundesrepublik Deutschland[5]

- 1980: Verdienstmedaille des Landes Baden-Württemberg[6]

## Veröffentlichungen (Auswahl)
- Der Sinn der englischen Festlandspolitik. Reden und Schriften der britischen Staatsmänner aus zwei Jahrzehnten. CH Beck, München 1939
- Schöpferischer Friede. Alber, Freiburg 1946 (2. Auflage 1947)
- Smuts. Sieg eines Besiegten, München 1948
- Waffenrecht der Bundesrepublik Deutschland. Textausgabe mit Einleitung. Beck, München 1951
- Rotes Kreuz und Kriegsverhütung -Vortrag.  Deutsches Rotes Kreuz, Bonn 1956
- Das Universum lebt: Gedanken über den organischen Aufbau des Weltalls, Econ Verlag, Düsseldorf und Wien 1978
- Essays über das Rote Kreuz : gesammelt zum 70. Geburtstag von DRK-Präsident Walter Bargatzky. Druckerei Hachenburg, Hachenburg 1980
- Vorgänge des Hitlerattentats vom 20. Juli 1944, die sich in Paris abspielten, veröffentlicht in der Frankfurter Allgemeinen Zeitung vom 14. Juli 1984
- Hotel Majestic – ein Deutscher im besetzten Frankreich. Vorwort von Peter Scholl-Latour, Herder, Freiburg 1987